# Aristide Roibu
Aristide Roibu (n. 25 iunie 1950, mun. Bârlad) este un fost senator român în legislatura 2000-2004 ales în județul Vaslui pe listele partidului PDSR care a devenit PSD în iunie 2001 și în legislatura 2004-2008 pe listele PSD. În legislatura 2000-2004, Aristide Roibu a fost membru în grupurile parlamentare de prietenie cu Republica Franceză-Senat și Republica Belarus. În legislatura 2000-2004, Aristide Roibu a fost membru în comisia juridică, de numiri, disciplină, imunități și validări, a inițiat 12 propuneri legislative, din care 6 au fost promulgate legi și a înregistrat 62 de luări de cuvânt în 36 de ședințe parlamentare. În legislatura 2004-2008, Aristide Roibu a fost membru în grupurile parlamentare de prietenie cu Republica Franceză-Senat, Republica Macedonia și Republica Tunisiană. În legislatura 2004-2008, Aristide Roibu a fost membru în comisia pentru muncă, familie și protecție socială (din feb. 2006) și în comisia juridică, de numiri, disciplină, imunități și validări (până în feb. 2006). În legislatura 2004-2008, Aristide Roibu a înregistrat 4 luări de cuvânt în ședințe parlamentare și a inițiat 7 propuneri legislative, din care 1 au fost promulgată lege. 